# Élections législatives de 2007 dans la Creuse
Les élections législatives françaises de 2007 se déroulent les 10 et 17 juin 2007. Dans le département de la Creuse, deux députés sont à élire dans le cadre de deux circonscriptions.

## Élus
| Circonscription | Député sortant  | Parti | Parti | Député élu ou réélu | Parti | Parti |
| --------------- | --------------- | ----- | ----- | ------------------- | ----- | ----- |
| 1re             | Michel Vergnier |       | PS    | Michel Vergnier     |       | PS    |
| 2e              | Jean Auclair    |       | UMP   | Jean Auclair        |       | UMP   |

## Résultats

### Résultats à l'échelle du département
| Parti                                      | Parti                             | Premier tour | Premier tour | Second tour | Second tour | Sièges |
| Parti                                      | Parti                             | Voix         | %            | Voix        | %           | Sièges |
| ------------------------------------------ | --------------------------------- | ------------ | ------------ | ----------- | ----------- | ------ |
|                                            | Parti socialiste                  | 14 442       | 22,57        | 19 432      | 30,13       | 1      |
|                                            | Mouvement républicain et citoyen  | 9 621        | 15,05        | 13 917      | 21,58       | 0      |
|                                            | Parti communiste français         | 2 290        | 3,58         |             |             | 0      |
|                                            | Les Verts                         | 359          | 0,56         | 0           |             |        |
|                                            | Gauche parlementaire              | 26 712       | 41,75        | 33 349      | 51,71       | 1      |
|                                            |                                   |              |              |             |             |        |
|                                            | Union pour un mouvement populaire | 24 870       | 38,87        | 31 141      | 48,29       | 1      |
|                                            | Mouvement pour la France          | 727          | 1,14         |             |             | 0      |
|                                            | Divers droite                     | 104          | 0,16         | 0           |             |        |
|                                            | Majorité présidentielle           | 25 701       | 40,17        | 31 141      | 48,29       | 1      |
|                                            |                                   |              |              |             |             |        |
|                                            | UDF–Mouvement démocrate           | 6 518        | 10,19        |             |             | 0      |
|                                            | Extrême gauche dont LCR, LO et PT | 2 832        | 4,43         | 0           |             |        |
|                                            | Divers                            | 1 235        | 1,93         | 0           |             |        |
|                                            | Front national                    | 609          | 0,95         | 0           |             |        |
|                                            | Divers écologiste dont MÉI        | 253          | 0,40         | 0           |             |        |
|                                            | Mouvement national républicain    | 128          | 0,20         | 0           |             |        |
|                                            |                                   |              |              |             |             |        |
| Inscrits                                   | Inscrits                          | 99 857       | 100,00       | 99 850      | 100,00      | 2      |
| Abstentions                                | Abstentions                       | 34 223       | 34,27        | 32 556      | 32,6        |        |
| Votants                                    | Votants                           | 65 634       | 65,73        | 67 294      | 67,4        |        |
| Blancs et nuls                             | Blancs et nuls                    | 1 646        | 2,51         | 2 804       | 4,17        |        |
| Exprimés                                   | Exprimés                          | 63 988       | 97,49        | 64 490      | 95,83       |        |
| Source : Ministère de l'Intérieur - Creuse |                                   |              |              |             |             |        |

### Résultats par circonscription

#### Première circonscription (Guéret)
| Candidat       | Candidat                      | Parti          | Premier tour | Premier tour | Second tour | Second tour |  |
| Candidat       | Candidat                      | Parti          | Voix         | %            | Voix        | %           |  |
| -------------- | ----------------------------- | -------------- | ------------ | ------------ | ----------- | ----------- |  |
|                | Michel Vergnier sortant réélu | PS             | 14 442       | 45,49        | 19 432      | 60,52       |  |
|                | Brigitte Jammot               | UMP            | 9 749        | 30,71        | 12 675      | 39,48       |  |
|                | Camille de Froment-Baril      | UDF–MoDem      | 3 295        | 10,38        |             |             |  |
|                | Vincent Labrousse             | PCF            | 2 290        | 7,21         |             |             |  |
|                | Philippe Cubaynes             | MNR            | 447          | 1,41         |             |             |  |
|                | Chantal Lesouple              | PT             | 398          | 1,25         |             |             |  |
|                | Antoinette Foulon             | Les Verts      | 359          | 1,13         |             |             |  |
|                | Maurice Cornet                | MÉI            | 253          | 0,8          |             |             |  |
|                | Élisabeth Faucon              | LO             | 241          | 0,76         |             |             |  |
|                | Maryline Pierrat              | Divers         | 168          | 0,53         |             |             |  |
|                | Alexandre Fontana             | LC             | 104          | 0,33         |             |             |  |
|                |                               |                |              |              |             |             |  |
| Inscrits       | Inscrits                      | Inscrits       | 50 902       | 100,00       | 50 903      | 100,00      |  |
| Abstentions    | Abstentions                   | Abstentions    | 18 411       | 36,17        | 17 716      | 34,8        |  |
| Votants        | Votants                       | Votants        | 32 491       | 63,83        | 33 187      | 65,2        |  |
| Blancs et nuls | Blancs et nuls                | Blancs et nuls | 745          | 2,29         | 1 080       | 3,25        |  |
| Exprimés       | Exprimés                      | Exprimés       | 31 746       | 97,71        | 32 107      | 96,75       |  |

#### Deuxième circonscription (Aubusson)
| Candidat       | Candidat                   | Parti          | Premier tour | Premier tour | Second tour | Second tour |  |
| Candidat       | Candidat                   | Parti          | Voix         | %            | Voix        | %           |  |
| -------------- | -------------------------- | -------------- | ------------ | ------------ | ----------- | ----------- |  |
|                | Jean Auclair sortant réélu | UMP            | 15 121       | 46,9         | 18 466      | 57,02       |  |
|                | Georges Sarre              | MRC (PS)       | 9 621        | 29,84        | 13 917      | 42,98       |  |
|                | Alain Gribet               | UDF–MoDem      | 3 223        | 10           |             |             |  |
|                | Joël Lainé                 | LCR            | 1 880        | 5,83         |             |             |  |
|                | Réjane Guidon              | FN             | 609          | 1,89         |             |             |  |
|                | André Rigaud               | CPNT           | 607          | 1,88         |             |             |  |
|                | Roger Gorizzutti           | LO             | 313          | 0,97         |             |             |  |
|                | OlgaTuduri                 | MPF            | 280          | 0,87         |             |             |  |
|                | Paulette Sagnard           | Régionaliste   | 239          | 0,74         |             |             |  |
|                | Jean Houlmann              | Divers         | 221          | 0,69         |             |             |  |
|                | Françoise Bernardet        | MNR            | 128          | 0,4          |             |             |  |
|                |                            |                |              |              |             |             |  |
| Inscrits       | Inscrits                   | Inscrits       | 48 955       | 100,00       | 48 947      | 100,00      |  |
| Abstentions    | Abstentions                | Abstentions    | 15 812       | 32,3         | 14 840      | 30,32       |  |
| Votants        | Votants                    | Votants        | 33 143       | 67,7         | 34 107      | 69,68       |  |
| Blancs et nuls | Blancs et nuls             | Blancs et nuls | 901          | 2,72         | 1 724       | 5,05        |  |
| Exprimés       | Exprimés                   | Exprimés       | 32 242       | 97,28        | 32 383      | 94,95       |  |